# Ponts-et-Marais
Ponts-et-Marais település Franciaországban, Seine-Maritime megyében. Lakosainak száma 801 fő (2022. január 1.). Ponts-et-Marais Bouvaincourt-sur-Bresle, Eu, Incheville, Oust-Marest és Saint-Quentin-la-Motte-Croix-au-Bailly községekkel határos.

## Népesség
A település népességének változása:
| Lakosok száma | 786  | 770  | 798  | 799  | 814  | 816  | 819  | 819  | 801  |
|               | 2013 | 2015 | 2016 | 2017 | 2018 | 2019 | 2020 | 2021 | 2022 |